# Chum Creek
Chum Creek är en ort i Australien. Den ligger i kommunen Yarra Ranges och delstaten Victoria, omkring 52 kilometer nordost om delstatshuvudstaden Melbourne. Antalet invånare är 932.
Närmaste större samhälle är Healesville, nära Chum Creek.
I omgivningarna runt Chum Creek växer i huvudsak städsegrön lövskog. Runt Chum Creek är det ganska glesbefolkat, med 34 invånare per kvadratkilometer. Genomsnittlig årsnederbörd är 1 391 millimeter. Den regnigaste månaden är juni, med i genomsnitt 161 mm nederbörd, och den torraste är januari, med 57 mm nederbörd.